# Louis Prima
Louis Prima (7. prosince 1910 New Orleans, Louisiana – 24. srpna 1978 tamtéž) byl americký zpěvák, herec, písňový autor a trumpetista italského původu, jenž podléhal hudebním trendům své doby.
Začínal v sedmičlenném orchestru v neworleánském jazzovém stylu ve 20. letech, poté vedl swingové combo ve 30. letech, big band ve 40. letech, hrál poslechovou hudbu v 50. letech a vedl pop-rockový band v 60. letech. Každému z těchto souborů vtiskl pečeť své osobnosti.

## Původ
Narodil se v muzikální rodině v New Orleansu. Jeho rodina emigrovala ze Sicílie, z Itálie a po krátkém pobytu v Argentině se usídlila v USA. Jako dítě studoval několik let hru na housle. Jeho starší bratr Leon byl dobře známý místní kapelník. Byl hrdý na jeho odkaz a na každém vystoupení zdůrazňoval, že je Italoameričan a pochází z New Orleansu.
V mládí hrál na trumpetu s několika orchestry a v roce 1933 zahájil svoji rušnou nahrávací kariéru.
Jeho kompozice z roku 1936 “Sing, sing, sing”, s “It’s Been So Long” na B straně se stala jedním z jeho největších hitů a jednou z nejhranějších písní swingové éry. Stala se populární v provedení Benny Goodmana.
Přestěhoval se do Los Angeles a objevil se v několika hollywoodských filmech. V roce 1949 s ním zpívala Keely Smithová, která se stala jeho čtvrtou ženou. Oba společně se pak stali modelem pro Sonny & Cher. Jeho písně zazněly v počítačové hře Mafia: The City of Lost Heaven a i v následujícím díle Mafia 2.

## Diskografie
- Breaking It Up! (1953)
- The Wildest! (1957)
- The Call of the Wildest (1957)
- The Wildest Show at Tahoe (1958)
- Las Vegas Prima Style (1958)
- Hey Boy! Hey Girl! (1959)
- Louis Prima (1959)
- Strictly Prima (1959)
- Louis and Keely! (1960)
- Wonderland by Night (1960)
- Doin' the Twist (1961)
- The Wildest Comes Home (1962)
- Let's Fly with Mary Poppins (1965)
- When you're Smiling (1978)